# Mark Stone
Mark Stone (né le 13 mai 1992 à Winnipeg dans la province de Manitoba au Canada) est un joueur professionnel canadien de hockey sur glace. Il évolue au poste d'ailier droit. Il a un frère, Michael Stone, qui est également joueur de hockey professionnel.

## Biographie

### Carrière en club
Mark Stone est repêché en sixième ronde, au 178e rang, lors du repêchage d'entrée dans la LNH 2010 par les Sénateurs d'Ottawa après avoir joué deux saisons avec les Wheat Kings de Brandon de la Ligue de hockey de l'Ouest. En 2010-2011, la saison suivant son repêchage, il inscrit 106 points, dont 37 buts et 69 assistances, et figure dans la première équipe d'étoiles de l'Association de l'Ouest de la LHOu. Il figure une nouvelle fois dans cette même équipe d'étoiles la saison suivante où il inscrit 123 points (41 buts et 82 assistances) et remporte le trophée Brad Hornung remis au joueur de la LHOu ayant le meilleur esprit sportif.
Après avoir terminé sa quatrième saison junior, il joue son premier match professionnel le 20 avril 2012 avec les Sénateurs alors qu'ils affrontent les Rangers de New York lors des séries éliminatoires de la Coupe Stanley 2012. Il inscrit au cours de ce match un point qui est une aide sur le but de Jason Spezza. Il joue quatre autres matchs la saison suivante puis 19 en 2013-2014, Stone ayant joué majoritairement dans la Ligue américaine de hockey avec le club-école des Sénateurs, les Senators de Binghamton, à chacune de ces deux saisons.
Il joue sa première saison à temps plein avec les Sénateurs en 2014-2015 en jouant 80 parties et mène les recrues au niveau des points avec 64 réalisations, à égalité avec Johnny Gaudreau des Flames de Calgary.
Il est nommé pour le trophée Calder, remis à la meilleure recrue de la saison, qui est finalement remis au défenseur Aaron Ekblad. Le 25 juin 2015, il signe un nouveau contrat de trois ans avec les Sénateurs d'une valeur de 10,5 millions de dollars.
Le 25 février 2019, il est échangé aux Golden Knights de Vegas en compagnie de Tobias Lindberg en retour de l'attaquant Oscar Lindberg, du défenseur Erik Brännström et d'un choix de 2e ronde en 2020.

### Carrière internationale
Il représente le Canada au niveau international. Il a représenté son pays à l'occasion de l'édition 2012 du championnat du monde junior et il gagne la médaille de bronze

## Statistiques

### En club
| Saison     | Équipe                  | Ligue      |     | Saison régulière | Saison régulière | Saison régulière | Saison régulière | Saison régulière |    | Séries éliminatoires | Séries éliminatoires | Séries éliminatoires | Séries éliminatoires | Séries éliminatoires |
| Saison     | Équipe                  | Ligue      | PJ  | B                | A                | Pts              | Pun              | PJ               | B  | A                    | Pts                  | Pun                  |                      |                      |
| 2008-2009  | Wheat Kings de Brandon  | LHOu       | 56  | 17               | 22               | 39               | 27               | 12               | 1  | 3                    | 4                    | 4                    |                      |                      |
| 2009-2010  | Wheat Kings de Brandon  | LHOu       | 39  | 11               | 17               | 28               | 25               | 15               | 1  | 3                    | 4                    | 4                    |                      |                      |
| 2010-2011  | Wheat Kings de Brandon  | LHOu       | 71  | 37               | 69               | 106              | 28               | 6                | 1  | 9                    | 10                   | 4                    |                      |                      |
| 2011-2012  | Wheat Kings de Brandon  | LHOu       | 66  | 41               | 82               | 123              | 22               | 8                | 2  | 4                    | 6                    | 6                    |                      |                      |
| 2011-2012  | Sénateurs d'Ottawa      | LNH        | -   | -                | -                | -                | -                | 1                | 0  | 1                    | 1                    | 0                    |                      |                      |
| 2012-2013  | Senators de Binghamton  | LAH        | 54  | 15               | 23               | 38               | 14               | 3                | 1  | 2                    | 3                    | 0                    |                      |                      |
| 2012-2013  | Sénateurs d'Ottawa      | LNH        | 4   | 0                | 0                | 0                | 2                | 1                | 0  | 0                    | 0                    | 0                    |                      |                      |
| 2013-2014  | Senators de Binghamton  | LAH        | 37  | 15               | 26               | 41               | 6                | 4                | 1  | 3                    | 4                    | 0                    |                      |                      |
| 2013-2014  | Sénateurs d'Ottawa      | LNH        | 19  | 4                | 4                | 8                | 4                | -                | -  | -                    | -                    | -                    |                      |                      |
| 2014-2015  | Sénateurs d'Ottawa      | LNH        | 80  | 26               | 38               | 64               | 14               | 6                | 0  | 4                    | 4                    | 2                    |                      |                      |
| 2015-2016  | Sénateurs d'Ottawa      | LNH        | 75  | 23               | 38               | 61               | 38               | -                | -  | -                    | -                    | -                    |                      |                      |
| 2016-2017  | Sénateurs d'Ottawa      | LNH        | 71  | 22               | 32               | 54               | 25               | 19               | 5  | 3                    | 8                    | 20                   |                      |                      |
| 2017-2018  | Sénateurs d'Ottawa      | LNH        | 58  | 20               | 42               | 62               | 10               | -                | -  | -                    | -                    | -                    |                      |                      |
| 2018-2019  | Sénateurs d'Ottawa      | LNH        | 59  | 28               | 34               | 62               | 22               | -                | -  | -                    | -                    | -                    |                      |                      |
| 2018-2019  | Golden Knights de Vegas | LNH        | 18  | 5                | 6                | 11               | 5                | 7                | 6  | 6                    | 12                   | 2                    |                      |                      |
| 2019-2020  | Golden Knights de Vegas | LNH        | 65  | 21               | 42               | 63               | 27               | 20               | 7  | 10                   | 17                   | 6                    |                      |                      |
| 2020-2021  | Golden Knights de Vegas | LNH        | 55  | 21               | 40               | 61               | 28               | 19               | 5  | 3                    | 8                    | 0                    |                      |                      |
| 2021-2022  | Golden Knights de Vegas | LNH        | 37  | 9                | 21               | 30               | 8                | -                | -  | -                    | -                    | -                    |                      |                      |
| 2022-2023  | Golden Knights de Vegas | LNH        | 43  | 17               | 21               | 38               | 10               | 22               | 11 | 13                   | 24                   | 8                    |                      |                      |
| 2023-2024  | Golden Knights de Vegas | LNH        | 56  | 16               | 37               | 53               | 22               | 7                | 3  | 0                    | 3                    | 2                    |                      |                      |
| Totaux LNH | Totaux LNH              | Totaux LNH | 640 | 212              | 355              | 567              | 215              | 102              | 37 | 40                   | 77                   | 40                   |                      |                      |

### En équipe nationale
| Année | Équipe          | Compétition                 |    | PJ | B | A  | Pts | Pun                |  | Résultat |
| 2012  | Canada - 20 ans | Championnat du monde junior | 6  | 7  | 3 | 10 | 2   | Médaille de bronze |  |          |
| 2016  | Canada          | Championnat du monde        | 10 | 4  | 6 | 10 | 6   | Médaille d'or      |  |          |
| 2019  | Canada          | Championnat du monde        | 10 | 8  | 6 | 14 | 0   | Médaille d'argent  |  |          |
| 2025  | Canada          | Confrontation des 4 nations | 4  | 1  | 0 | 1  | 0   | Vainqueur          |  |          |

## Trophées et honneurs personnels

### Ligue nationale de hockey
- 2014-2015 : sélectionné dans l'équipe d'étoiles des recrues
- 2021-2022 : participe au 66e Match des étoiles de la LNH
- 2022-2023 : champion de la coupe Stanley avec les Golden Knights de Vegas